# 宮地常磐
宮地常磐（みやじ ときわ、文政2年11月15日（1819年12月31日） - 明治23年（1890年）1月15日）は、幕末から明治期にかけて活動した神職である。潮江天満宮神主。幼名は佐之助。姓は菅原であり、上野佐重房、布留部、大重とも称した。

## 生い立ち・経歴
文政2年11月15日（1819年12月31日）、土佐国土佐郡潮江村上町辻ノ東縁所（現：高知市土居町）にて生まれる。父親は宮地美作重章。幼名は佐之助。常磐の子である堅磐がまとめた家伝によれば、宮地家は京都から土佐に入り、一時吾川郡に居住した家系である。潮江宮地家自体の家祖は天正期、長宗我部氏につかえた宮地若左衛門正勝であり、以来潮江天満宮の宮司職を世襲した。士籍を有すほか、諸社禰宜神主法度発布ののち、京都の吉田家の執奏を経て、五位相当の朝廷官位を受けている。常磐は、若左衛門から数えて8代目の当主となる。
天保12年（1841年）8月9日に任官し、菅原上野佐重房を名乗った。青年期には学問よりむしろ武芸に精通し、26歳のときには剣・弓・砲で師範級の実力を有していた。日置流大蔵派弓術、高島流西洋砲術などを学び、堅磐が『異境備忘録』に書き記すところによれば、土佐藩内においては、「何れの所にても先生と仰ぎ敬はれ」る存在であったという。砲術の師であった田所氏に忠言されたのち学問にも勤しむようになったといい、鹿持雅澄の門人として、鹿門十哲のひとりに数え上げられた。これに加え、慶応4年（1868年）閏4月21日には平田家に、その翌日には神祇伯白川家に入門している。
雅澄の影響を受けてか、土佐勤王党に協力し、長崎に偵察に赴いた。常磐は藩より謹慎を命じられているが、その期間中にも獄中の武市瑞山に護符を送っている。明治23年1月15日、72歳で死去した。

## 著作
堅磐が家牒にまとめるところによれば、常磐の著作は以下の6つであるが、黒田宗篤はうち「石鎚神社考」（京都大学所蔵）、「萬葉集品物図絵」（宮内庁書陵部所蔵、名義は「土佐国藤原正澄撰 河田小龍画」）、「異境物語」（『宮地神道大系 第1巻』収録）の所在を確認している。また、昭和4年（1929年）の『潮江村誌』には、常磐による、潮江村の職業人口や物産を纏めた資料が引用されている。
- 「万葉集古義品物考」
- 「磐土神社縁起」
- 「塩釜神社祭神考」
- 「豊岡神社縁起集記」
- 「石鎚神社神名考」
- 「異境物語」